# Mercedes-Benz třídy GLK
Mercedes-Benz GLK je kompaktní SUV značky Mercedes-Benz (G značí souvislost s původním modelem G; L jako Limuzína; K jako Kompaktní) představené v roce 2008 v Pekingu. Vyrábí a prodává se od roku 2009 po celém světě, kromě Severní Ameriky, kde se začal prodávat až v roce 2010. Svou velikostí jde o jedno z nejmenších SUV na trhu a konkuruje vozům Audi Q5, BMW X3 nebo Toyota RAV4. Nástupce je Mercedes-Benz GLC.